# Tislit
Tislit of Taslit is een vrouw uit het Berbers geloof. Haar naam betekent de bruid. Ze is verwant aan de Berberse rituelen om de regen te vragen in de tijden van de droogte. 
Over de mythe van Tislit is niet veel bekend, hoewel de rituelen tot vandaag de dag gebruikt worden. Volgens de Kabylische mythe was Tislit een heel mooie vrouw, ze was stralend op de aarde zoals de maan in de hemel, en ze ging steeds naar een rivier omdat het water haar ziel is. Er was een god die Anzar heette, de god van de regen. Deze probeerde Tislit steeds te benaderen. Echter, Tislit schrok telkens wanneer Anzar een poging ondernam. Anzar maakte zijn liefde bekend aan Tislit, en vertelde haar dat hij uit de hemel naar haar was gekomen om haar te zien. Hij vroeg haar hem ook lief te hebben. Tislit verontschuldigde zich, en zei tegen hem dat ze voor hem is. Maar ze vreesde de anderen haar relatie met hem te verdenken. Anzar stond dat niet toe, en stond recht en deed zijn ring omdraaien, en maakte de rivier helemaal droog. 
Tislit was een wezen van het water, en ze kon er niet zonder leven, en daarom schreeuwde ze, en verscheurde haar kleren, en stond naakt, en riep tot Anzar met liefdadige woorden, om naar haar terug te keren en de rivier weer met water te laten stromen. Hierna kwam Anzar terug in de vorm van de bliksem en liet de rivier weer stromen en de aarde werd weer groen door de planten.
Taslit wordt vaak Taslit n Unzar genoemd. Dat betekent letterlijk de bruid van Anzar. Deze naam wordt ook gebruikt om naar de regenboog te verwijzen in het Berbser. In het Marokkaanse Arabisch is er ook een letterlijke vertaling voor die naam :Aroest hta die ook verwijst naar de regenboog. 
Het is opmerkelijk dat de Berberse vrouwen in bepaalde streken, ook hun bruid-poppen als bruid met verschillende kleuren aankleden, om de regen te vragen. Dat verwijst ongetwijfeld naar de regenboog die eigenlijk Taslit n Unzar is. 
De oude rituelen bij de Berbers om de regen te vragen worden nog vandaag de dag met kleine aanpassingen uitgeoefend. 
De oude Berberse vrouwen moesten daar de mythe opnieuw bezielen, en daarom moesten ze naar een rivier of een waterbron gaan, en zich uitkleden en daarna oefenden ze bepaalde rituelen uit om de god Anzar seksueel op te wekken. Dat zou de regen betekenen aangezien  de regen ook het leven aan de aarde schenkt.
Die groep van de vrouwen worden Issis genoemd, wat zoveel betekent als: dochters of vrouwen. Deze naam is strikt verwant aan de Egyptische godin Isis. Deze laatste was de vrouw van Osiris de god van het hiernamaals, en daarvoor de god van de vruchtbaarheid. Dat is ook het vermogen van Anzar.
Alhoewel de rituelen van de regenaanvraag bij de oude Berberse vrouwen na de kerstening afgekeurd werden namens de Berberse christen Augustinus, blijven ze tot vandaag de dag na de islam, als volksislam aanhangen, maar met aanpassingen. 
De Berberse vrouwen nemen een Aghandja (een grote lepel) of iets dergelijks en kleden hem als een bruid. Ze lopen rond in het dorp met bepaalde rituelen om regen te vragen. Af en toe wordt hun Aghandja nat gemaakt vanuit de hoge gebouwen, en daarnaast krijgen ze cadeaus van de huizen die ze bezochten.